# فوجیوارا نو ناکاناری
فوجیوارا نو ناکاناری ((به ژاپنی: 藤原 仲成)؛ ۷۶۴ – ۱۶ اکتبر ۸۱۰) کوگیو (اشراف) در دوره هی‌آن اهل ژاپن بود. او پسر ارشد چوناگون فوجیوارا نو تانتسوگو بود. او به رتبه ریتسوریو جو شی-ای نو گی (従四位下) و سانگی (ژاپن) رسید. او پس از حادثه کوسوکو با روش تیراندازی با کمان اعدام شد.
اعدام ناکاناری آخرین اعدامی است که توسط دربار مرکزی ژاپن تا شورش هوگن در سال ۱۱۵۶ انجام شد.